# Botanischer Garten München-Nymphenburg

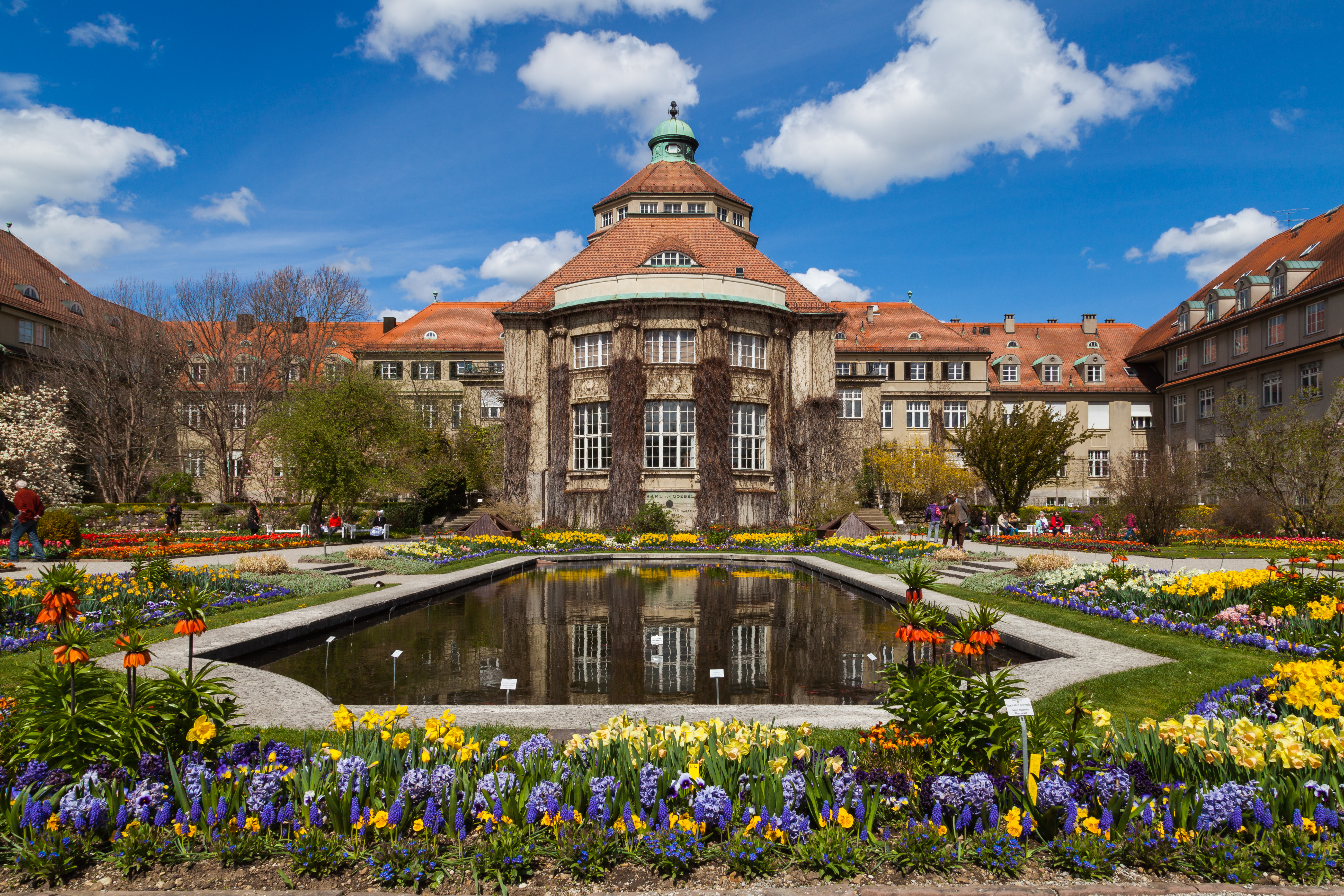
Hoofdgebouw van de Botanischer Garten.

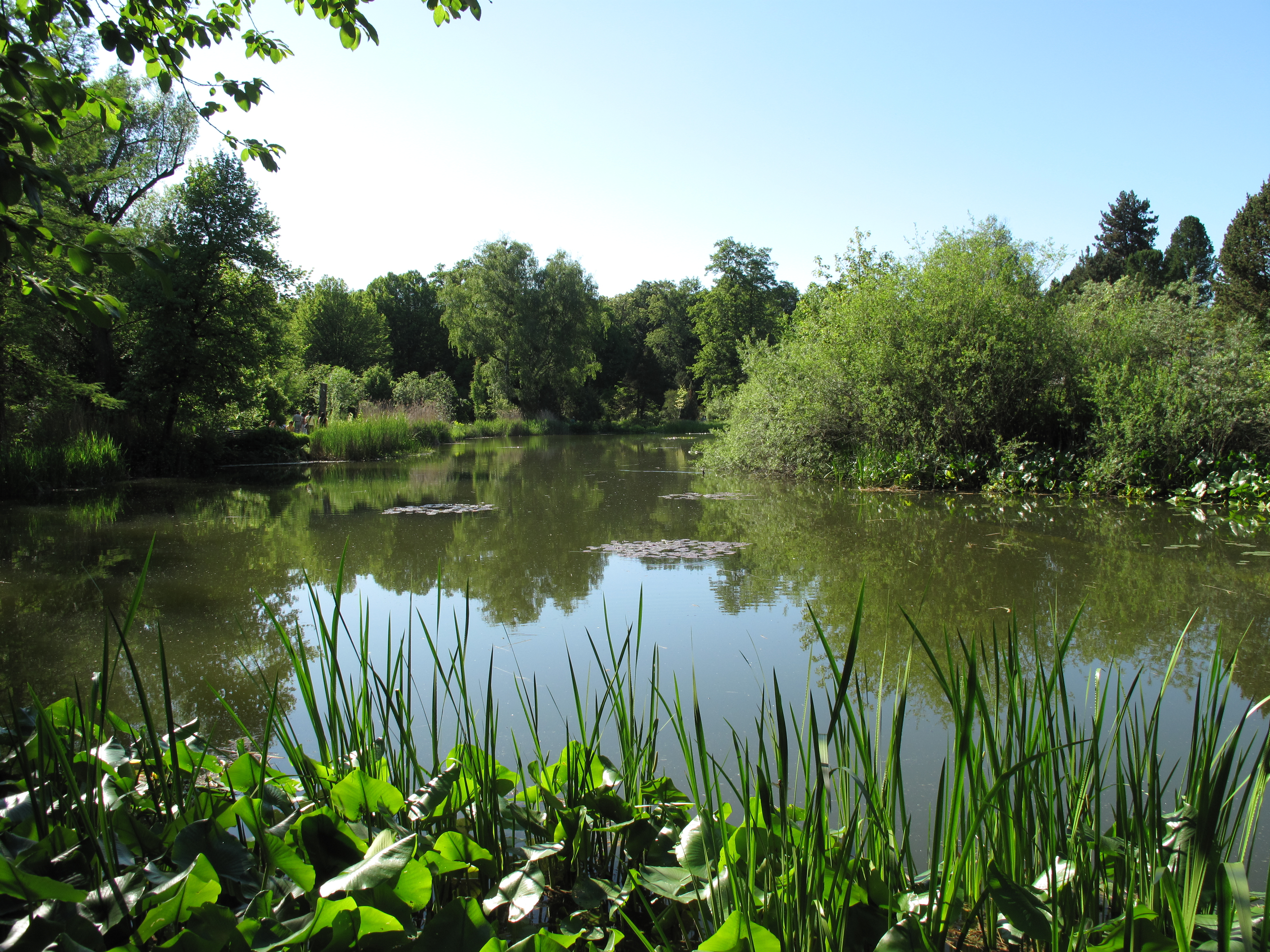

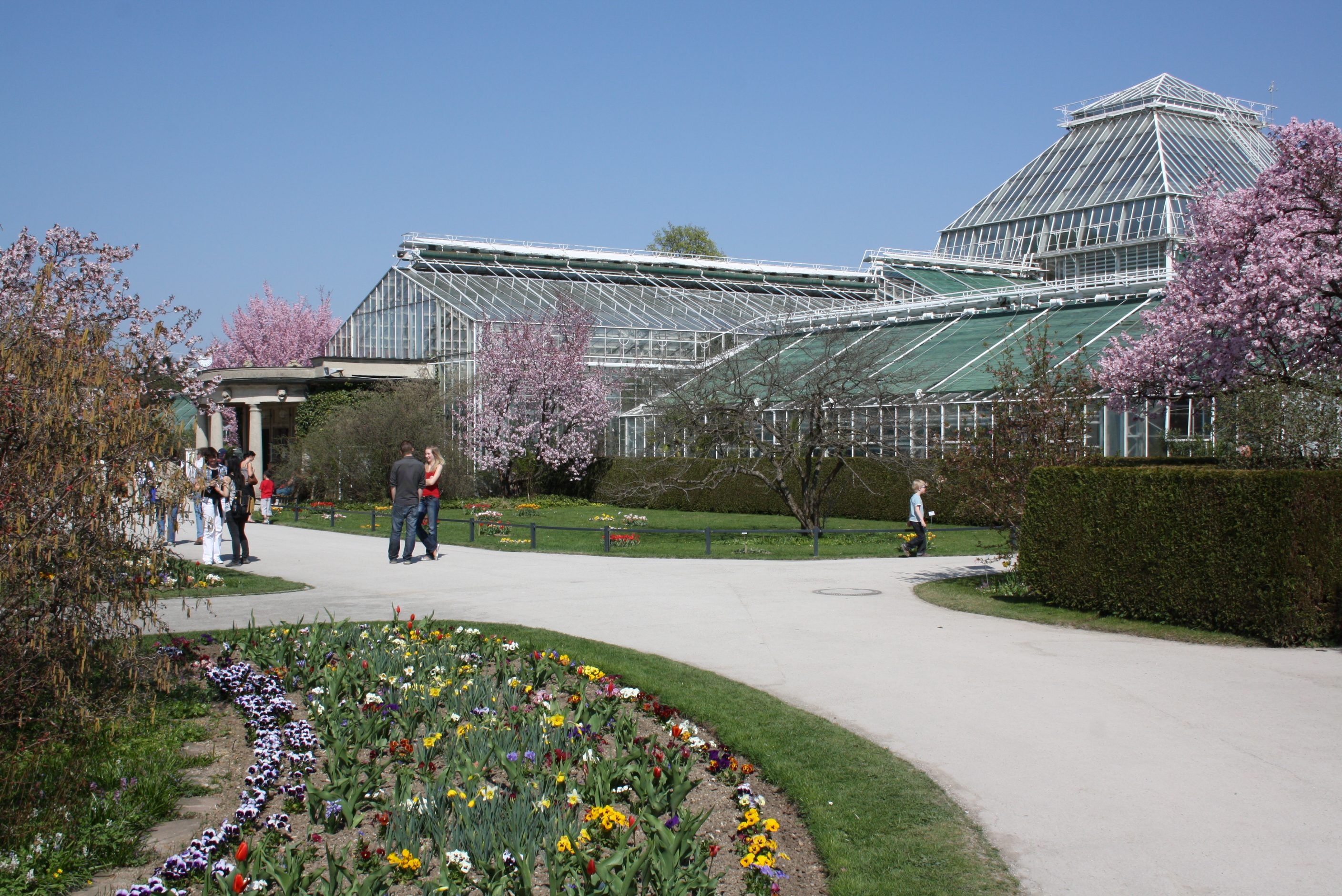

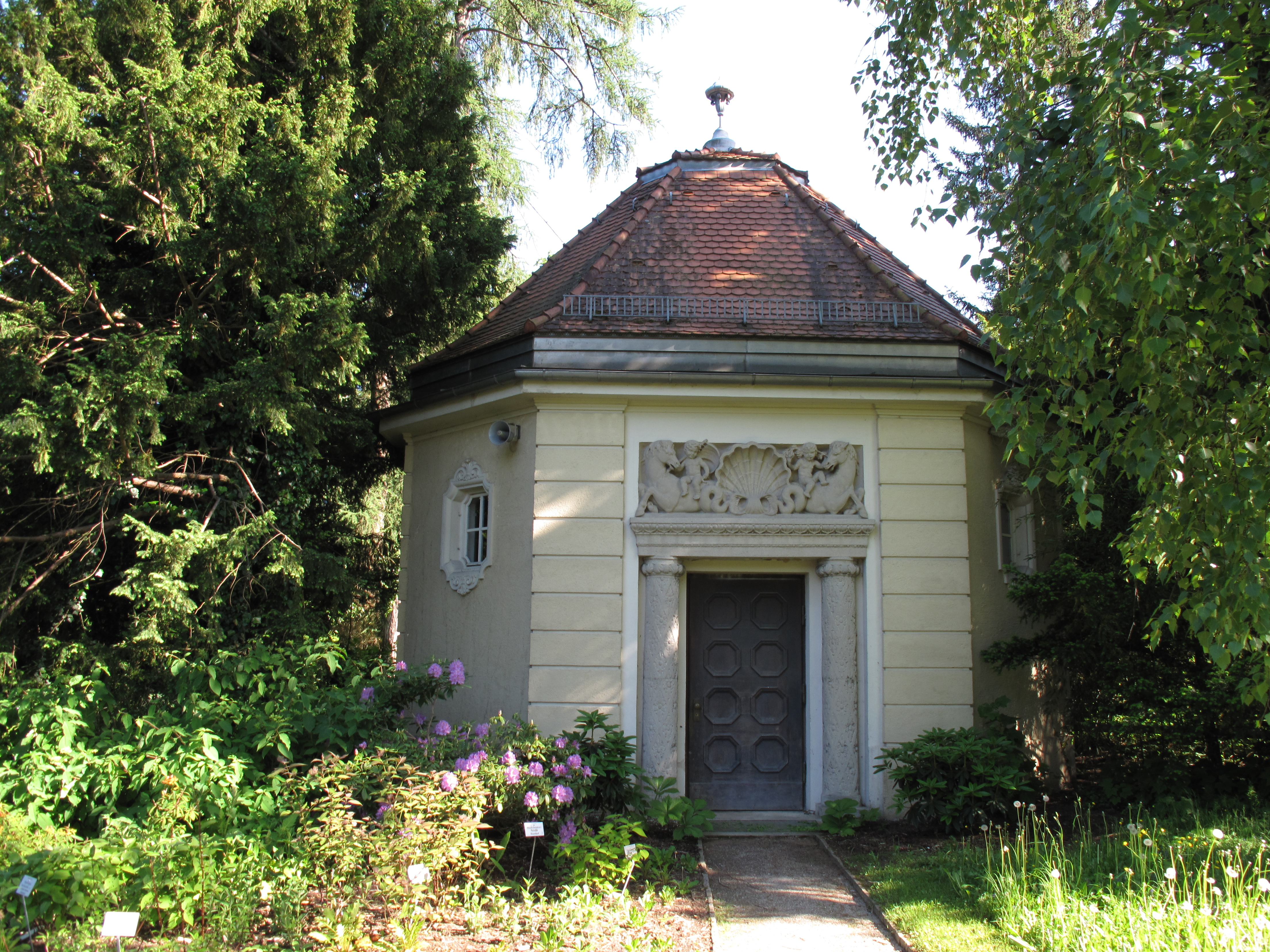

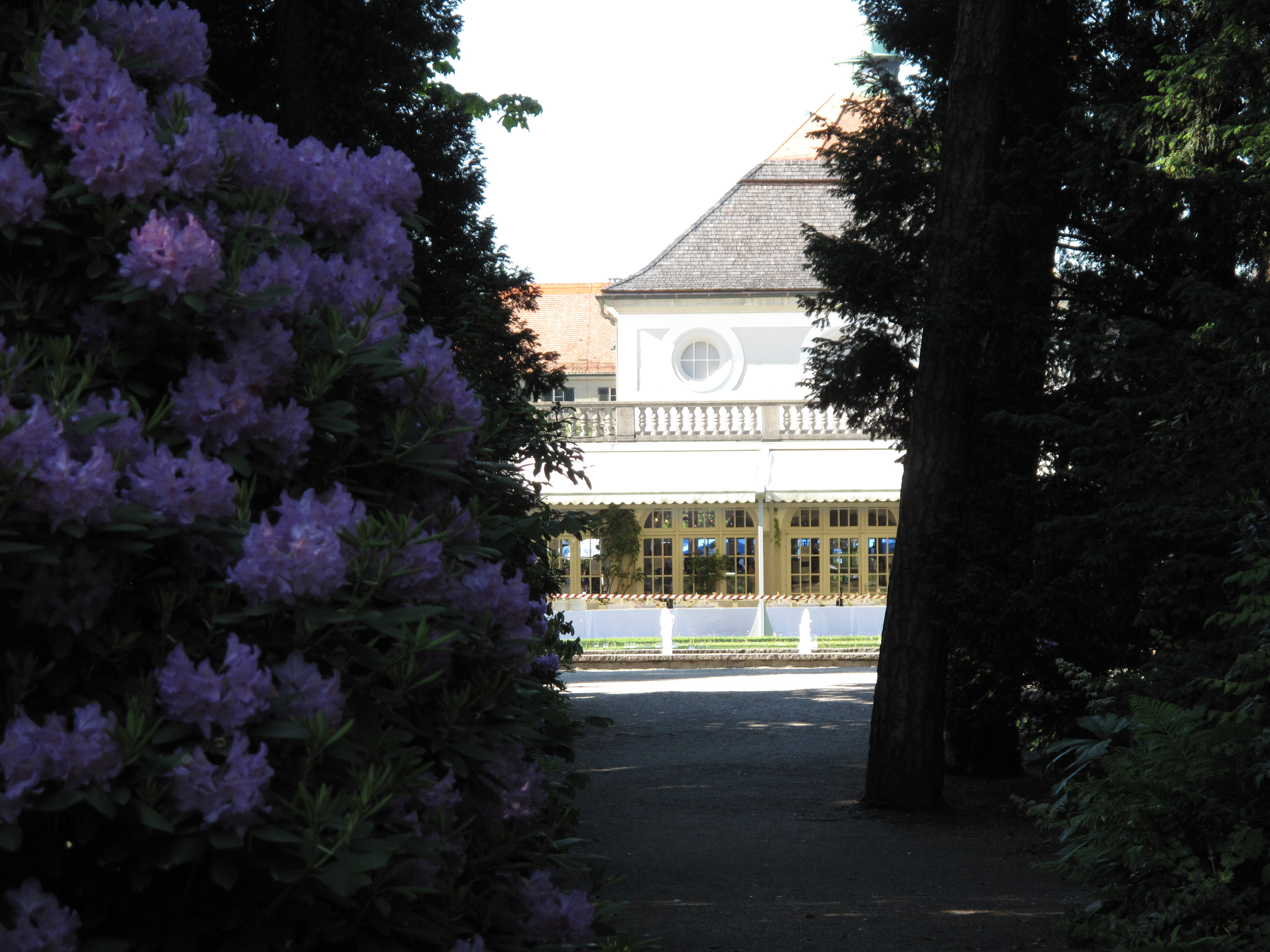

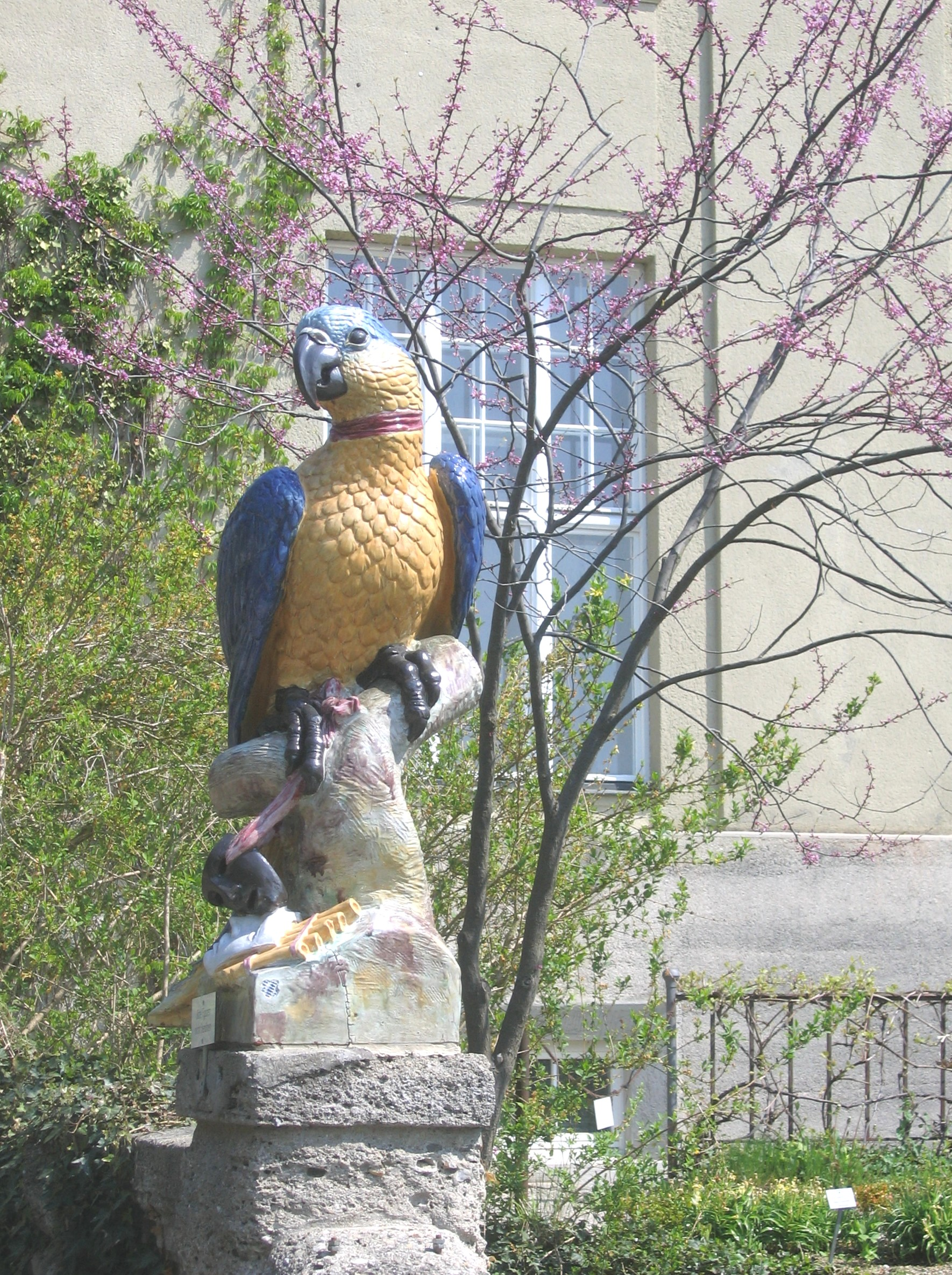
Beeld van Joseph Wackerle in de botanische tuin

Botanischer Garten München-Nymphenburg is de naam van een botanische tuin in de Duitse stad München. De botanische tuin heeft een oppervlakte van 22 hectare. Er worden circa 14.000 plantensoorten gekweekt.

## Inrichting

### Buitenafdeling
Er is een tuingedeelte waarin het voorjaar bolgewassen bloeien als botanische tulpen, irissen, krokussen en narcissen. In een ander gedeelte groeien water- en moerasplanten. Er zijn kleine broeikassen waarin vleesetende planten worden gehouden. Ook zijn er bogen waarop klimplanten worden gekweekt. Er zijn bloembedden waarin pioenrozen worden gekweekt.
In het buitengedeelte bevindt zich een arboretum waarin winterharde bomen en struiken uit de hele wereld worden gekweekt. De planten zijn gerangschikt naar verwantschap. Er worden onder andere Fagus-soorten, tulpenboom en magnolia's gehouden. Daarnaast is er een grote collectie coniferen. In het arboretum vinden 's zomers beeldententoonstellingen plaats.
Ten westen van het arboretum bevindt zich het alpinum (alpentuin) met alpiene planten van over de gehele wereld. De planten in deze tuin zijn op geografische herkomst gerangschikt. De tuin kent hoogteverschillen en kronkelige paden die langs rotsblokken en rotsplanten voeren.
In de tuin is ook een gedeelte gereserveerd voor planten die van nature in Beieren voorkomen. Hierin bevinden zich planten die voorkomen in de laaglandwouden van Beieren. Onder meer eiken, haagbeuken en voorjaarsbloemen als Turkse lelie (Lilium martagon), anemonen en leverbloemen worden hier gecultiveerd.
Er zijn een heidetuin en een gedeelte met veen in de botanische tuin aanwezig. In het rosarium worden allerlei soorten rozen gekweekt. Er zijn grote collecties rododendrons en varens in de tuin aanwezig.
Een gedeelte van de tuin is gereserveerd voor nutsgewassen en medicinale planten. Deze zijn uitgeplant in de van een kruidentuin bekende rechte, symmetrische vakken. Talloze planten als wereldwijd bekende cultuurplanten, exotische nutsgewassen staan gerangschikt volgens toepassing. Graansoorten die als sinds mensenheugenis worden gekweekt, maar ook graansoorten die sinds recentere datum worden toegepast, worden hier gekweekt. Gewassen uit de komkommerfamilie en asperges worden hier gehouden. Daarnaast zijn er vele kruiden en specerijen te bewonderen. Veel nutsgewassen zijn voorzien van bordjes die informeren over herkomst, cultuur en gebruik.
In de zuidoostelijke hoek van de botanische tuin bevindt zich een concentrische systeemtuin. In deze tuin bevinden zich circa 1600 winterharde planten die zijn gerangschikt op verwantschappen volgens de meest recente wetenschappelijke inzichten. De planten zijn geordend op familie en grotere eenheden. In het centrum van de tuin bevinden zich de bloemplanten die het eerst in de evolutie zijn ontstaan. In de periferie bevinden zich de planten die het verst ontwikkeld en gespecialiseerd zijn.

### Kassencomplex

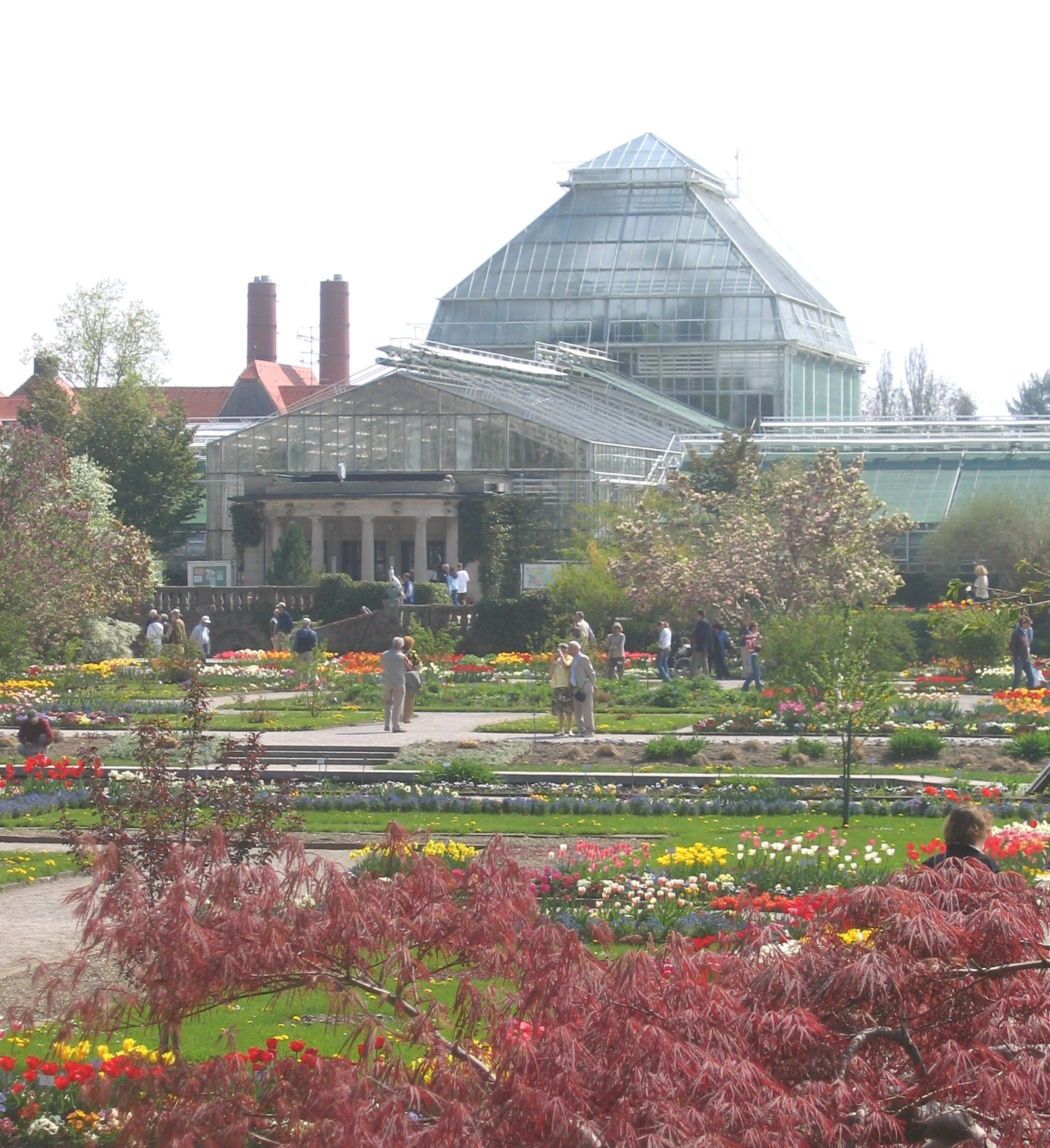
Kassenomplex

Naast de buitenafdeling beschikt de botanische tuin over een kassencomplex van 4500 m². In het Großes Kakteenhaus is een droog landschap dat kenmerkend is voor de Nieuwe Wereld nagebouwd. Hier worden onder meer succulenten als cactussen en agaven gehouden. Aan de rand van dit kasgedeelte bevinden zich paradijsvogelbloemen (Strelitzia reginae) uit Zuid-Afrika. In het Orchideenhaus worden orchideeën en andere planten uit vochtige streken gehouden. Op boomstammen groeien talloze epifyten. Ook worden hier Heliconia-soorten gehouden. In het Palmenhaus worden palmen uit het tropische regenwoud gehouden. Ook groeien er planten uit de aronskelkfamilie.
In het Nutzpflanzenhaus worden nutsgewassen gekweekt. Er worden onder meer voedselgewassen, specerijen, houtleverende gewassen en vezel- en verfplanten gehouden. Onder andere ananas, bananen, cacaoboom, katoenplant, mahonie, orleaanboom, papaja, pinda, suikerriet en vanille-orchidee groeien hier.
Het Victoriahaus is een kas met in de zomer een vochtig en heet klimaat. In het midden van deze kas bevindt zich een groot, rechthoekig waterbekken. In het waterbekken worden tropische waterlelies gehouden. In februari wordt hier Victoria amazonica uitgezaaid die vervolgens in de hoogzomer bloeit. Ook in het water groeit de heilige lotus die niet uitgezaaid wordt, maar waarvan de wortelstokken worden overwinterd. Aan de wanden groeien in de zomer klimplanten. In de winter ziet het Victoriahaus er heel anders uit als deze wordt gebruikt als koude kas om planten uit koudere streken met eenmediterraan klimaat te overwinteren. In het Wasserpflanzenhaus worden waterplanten gehouden. Er worden moerasplanten en mangroveplanten gehouden. De waterhyacint en de watersla zijn enkel van de planten die hier zijn te bewonderen. In het Karnivorenhaus en het Kannenpflanzenhaus worden vleesetende planten als zonnedauw, vetblad, Nepenthes en venusvliegenval gehouden.
In het Afrika- und Madagaskarhaus worden succulenten uit Afrika en Madagaskar gehouden waaronder planten uit de wolfsmelkfamilie en aloë's. In het Kleines Succulentenhaus worden kleine succulenten gehouden als Lithops, kleine cactussen en Welwitschia. In het Mexicohaus groeien planten die van nature in Mexico voorkomen. Hieronder bevinden zich cactussen, agaven en planten uit de bromeliafamilie (Bromeliaceae), de vetplantenfamilie (Crassulaceae) en de peperfamilie (Piperaceae). In het Bromelien und Araceenhaus groeien planten uit de bromeliafamilie, de aronskelkfamilie (Araceae), de familie Musaceae en de familie Marantaceae. In het Cycadeenhaus groeien palmvarens (Cycadales). In het Baumfarnhaus und Geweihfarnpavilion groeien onder meer boomvarens en hertshoornvarens. In het Gesnerienhaus groeien planten uit de familie Gesneriaceae.
Het Kalthaus is een koude kas waarin 's winters planten uit streken met een mediterraan klimaat overwinteren. Hieronder zijn planten uit het Middellandse Zeegebied, Zuid-Afrika, Centraal-Chili, Australië en Tasmanië. 's Zomers groeien hier planten die in Europa als kamerplant worden gehouden waaronder knolbegonia's, Brugmansia, Fuchsia, pantoffelplanten (Calceolaria) en Pelargonium.

### Alpengarten auf dem Schachen
Naast de tuin in München valt ook de Alpengarten auf dem Schachen onder het bestuur van de botanische tuin. Dit is een alpentuin die zich bevindt op 1850 m hoogte in het Wettersteingebergte op de berg Schachen. Deze alpentuin is tussen begin juli en het midden van september geopend. Er groeien planten uit hooggebergten als de Alpen en de Himalaya. De tuin wordt bemand door personeel van Botanischer Garten München-Nymphenburg.

## Wetenschappelijk onderzoek
In de botanische tuin vindt wetenschappelijk onderzoek plaats. Studenten van de Ludwig-Maximilians-Universität München worden er onderwezen in de botanie. Er zijn verscheidene gerenommeerde botanici verbonden aan de botanische tuin, waaronder directrice Susanne Renner en hoofdconservator Günter Gerlach.
De botanische tuin is lid van Botanic Gardens Conservation International, een non-profitorganisatie die botanische tuinen samen wil brengen in een samenwerkend netwerk om te komen tot het behoud van de biodiversiteit van planten.

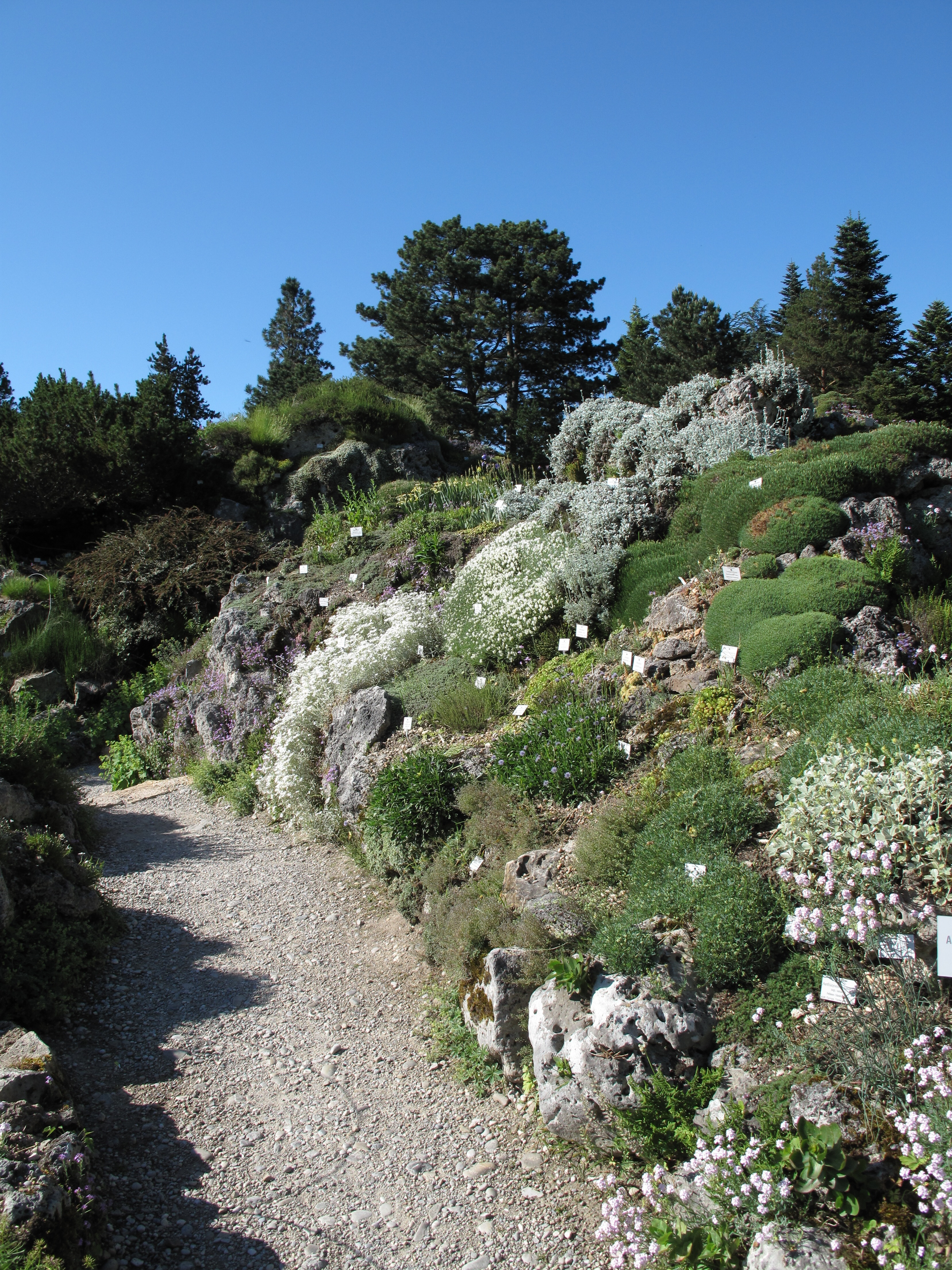
Alpinum
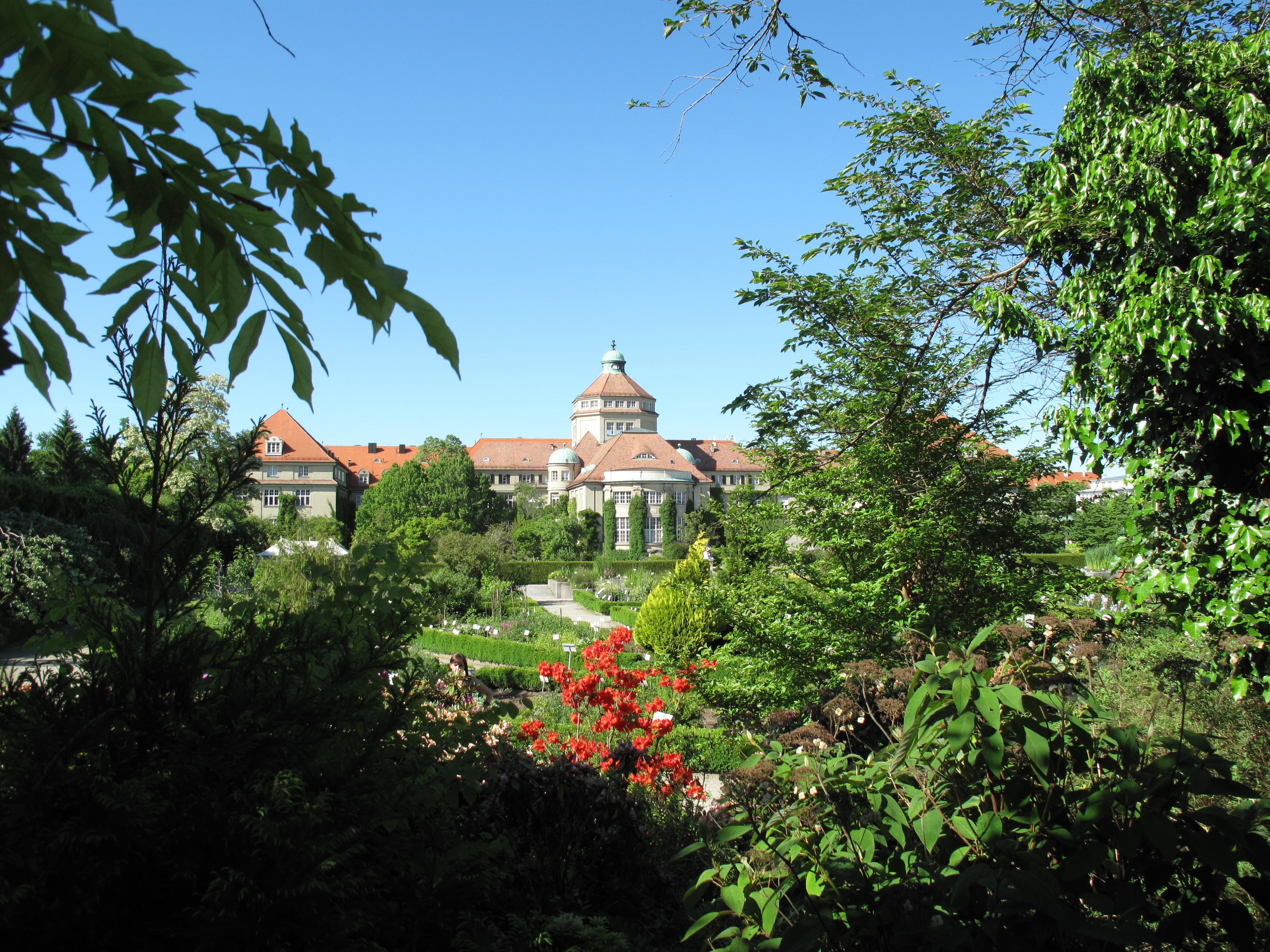
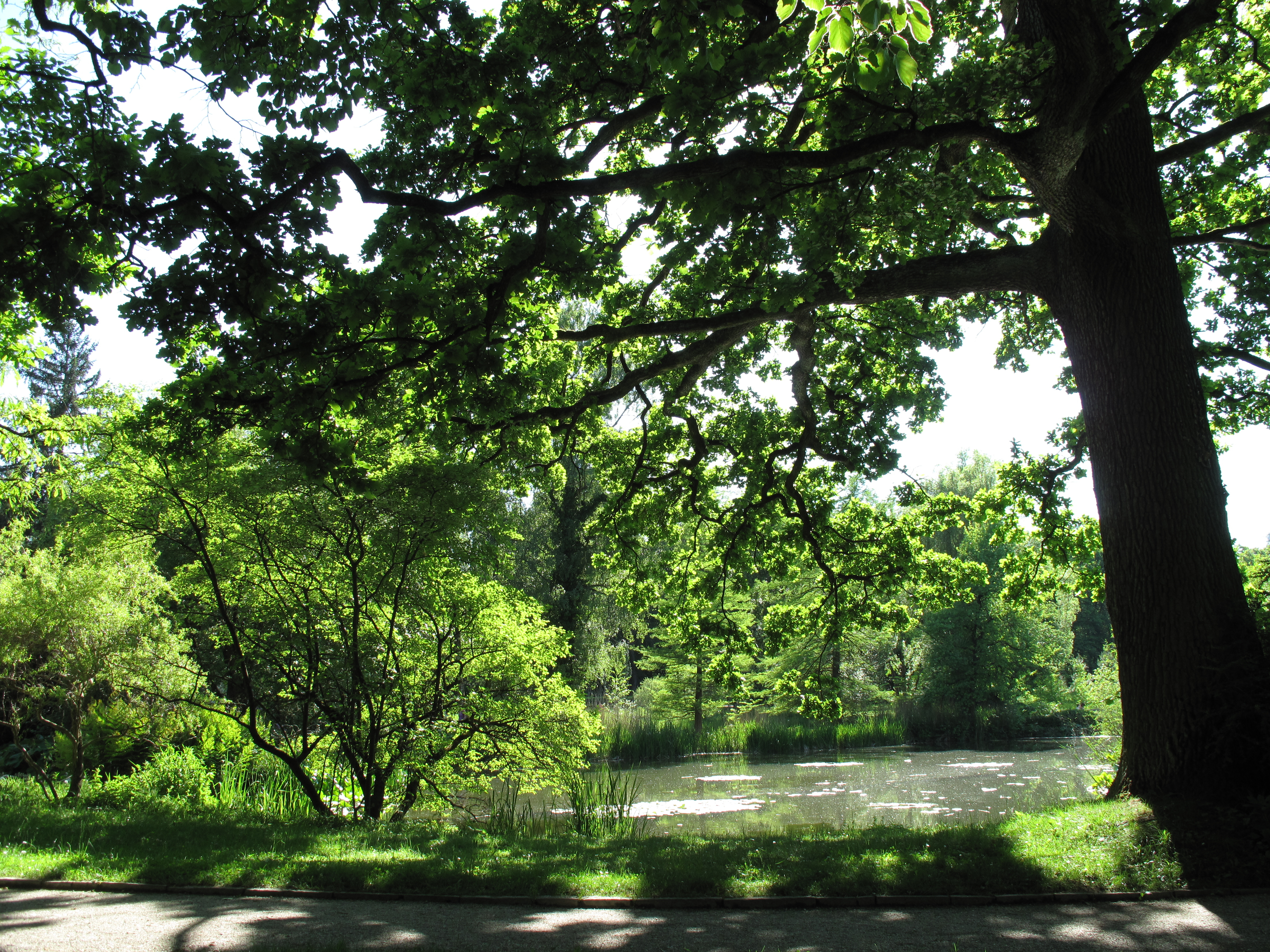
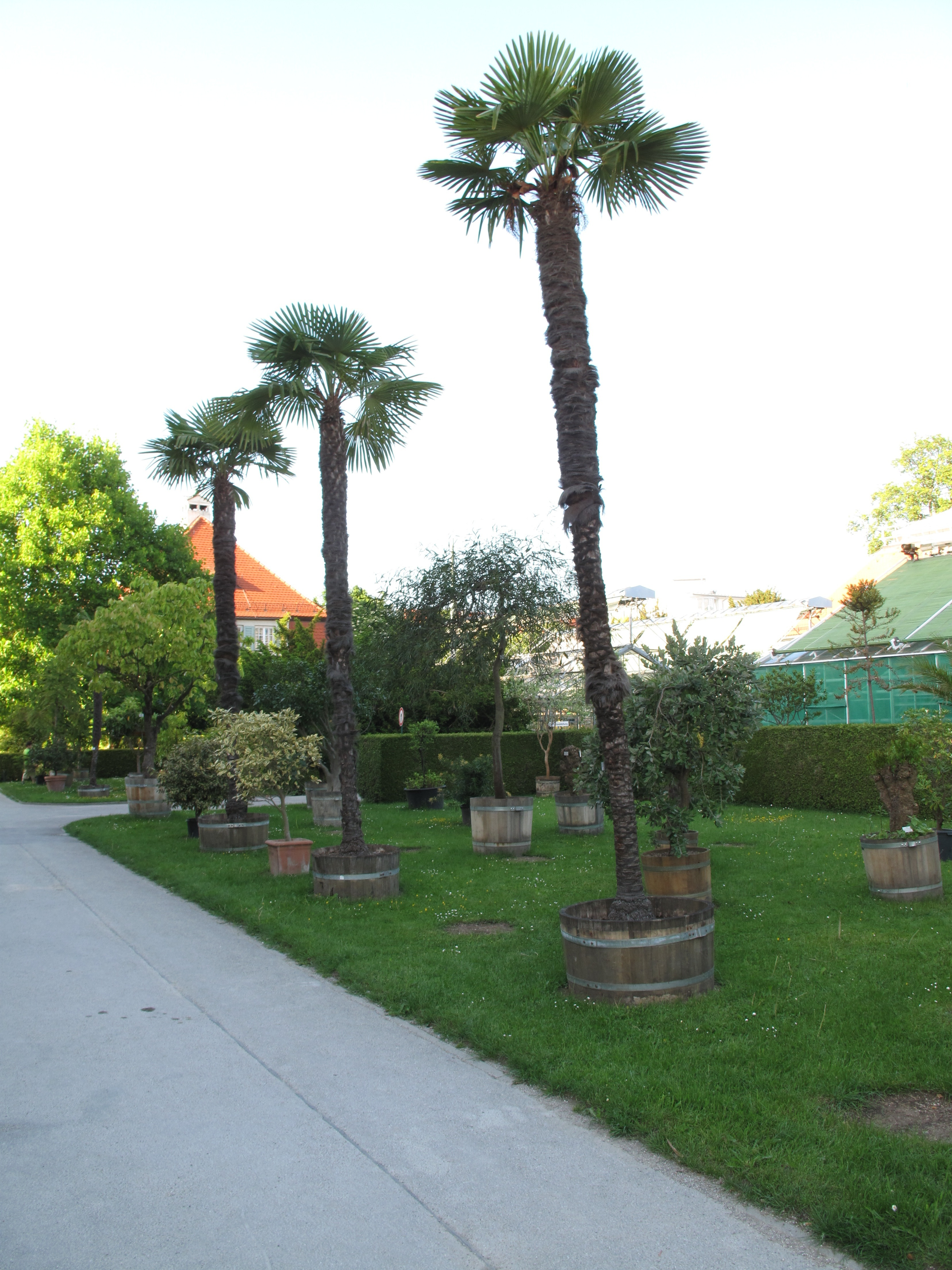
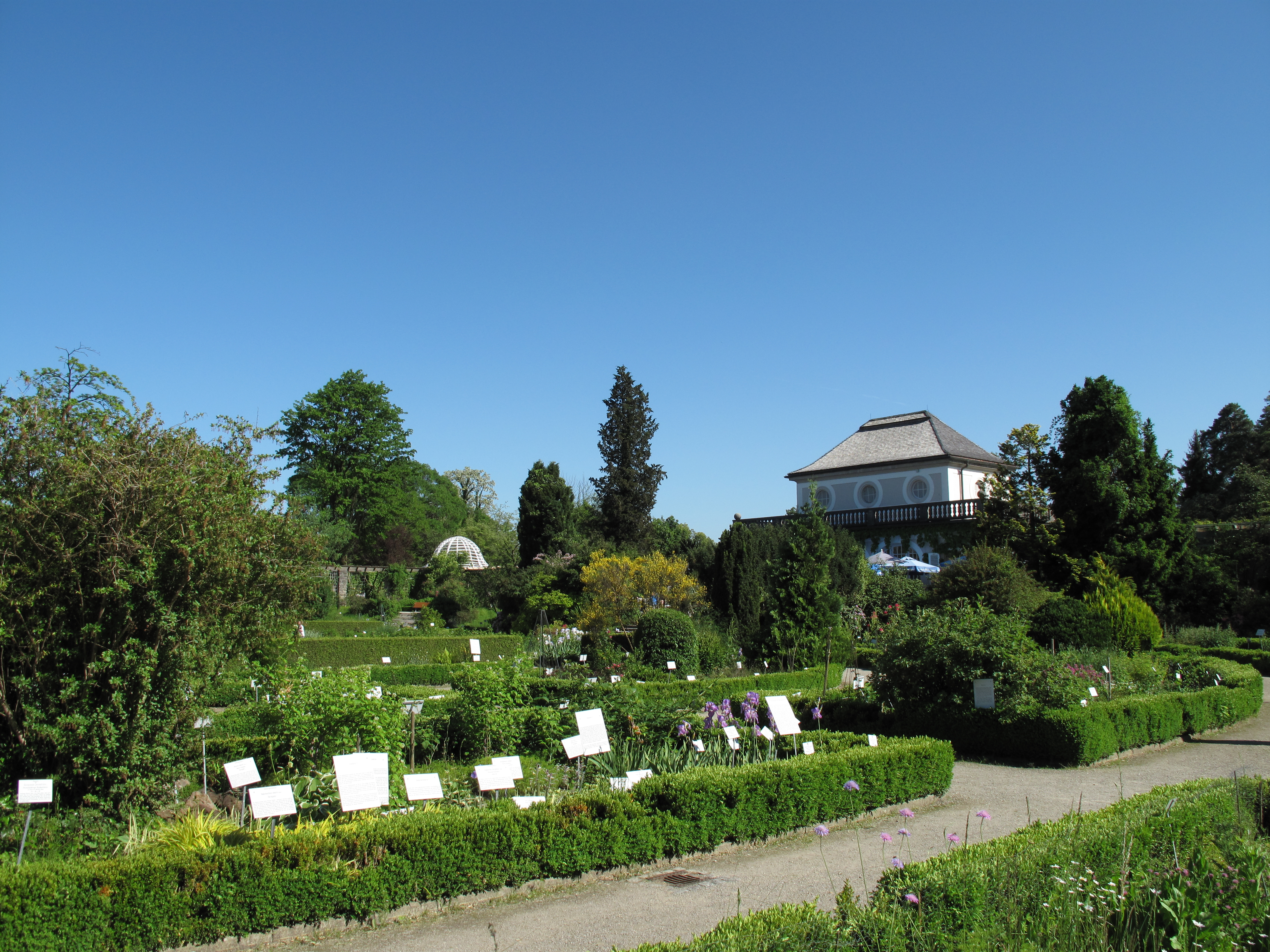
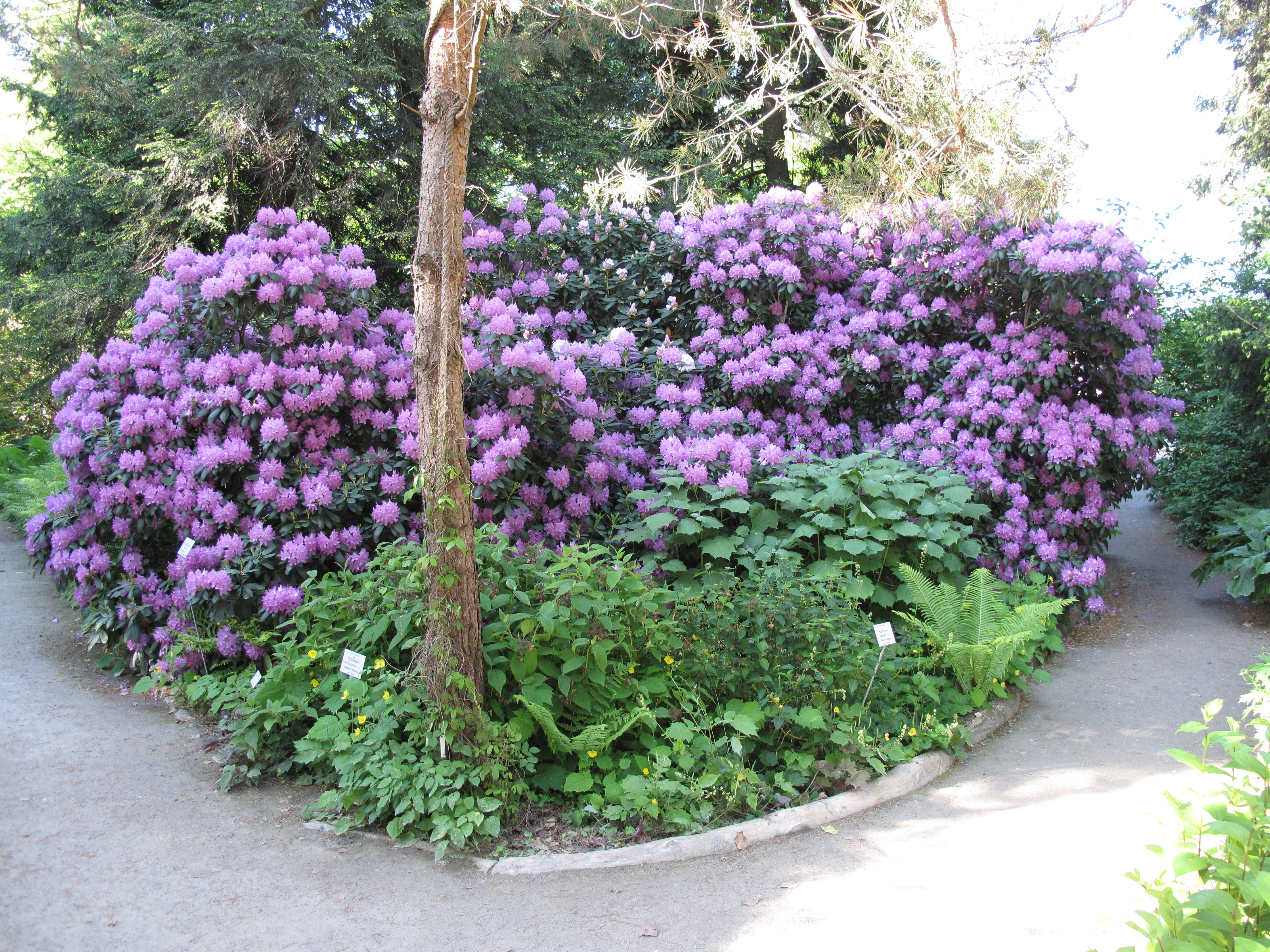
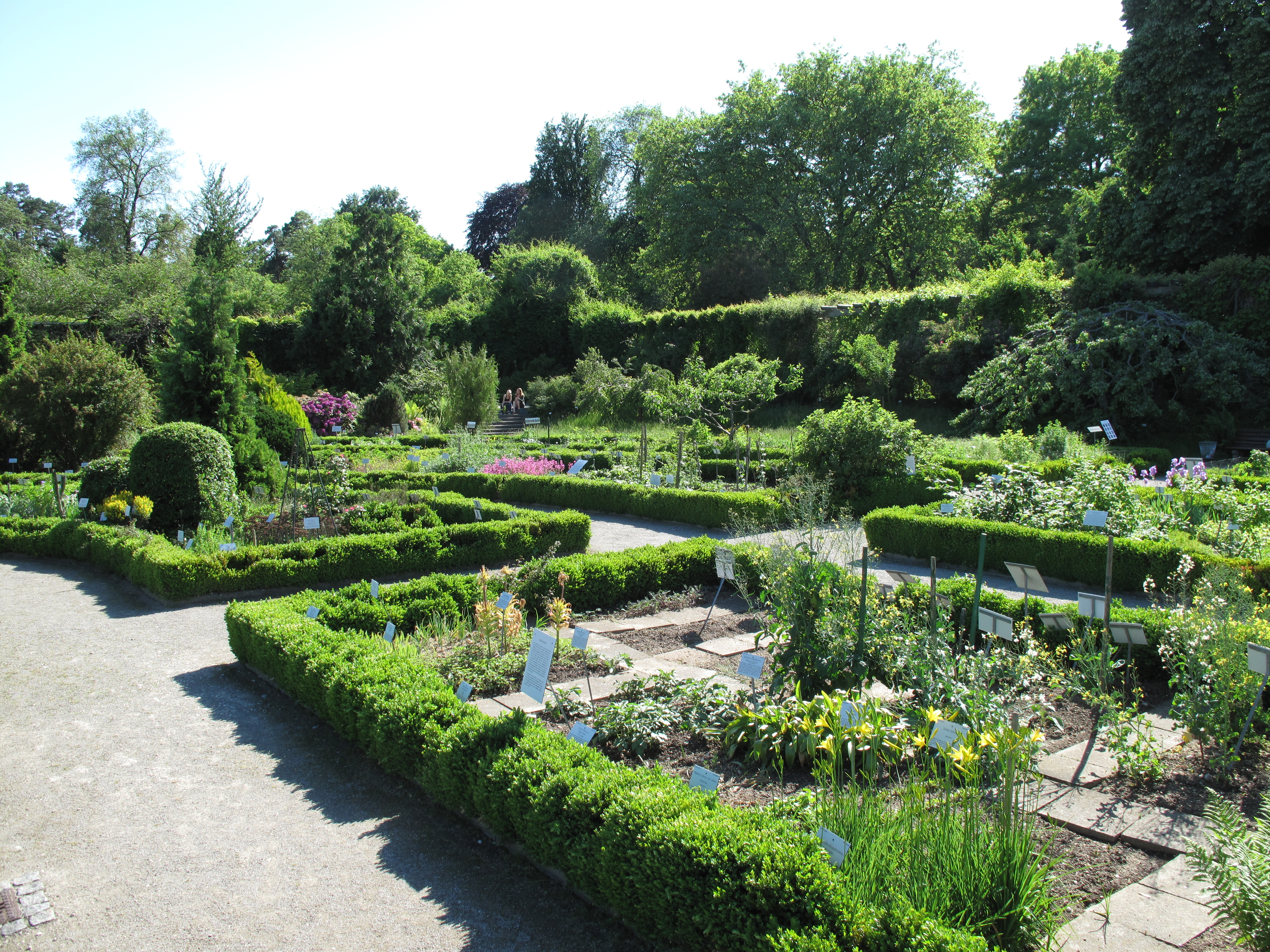
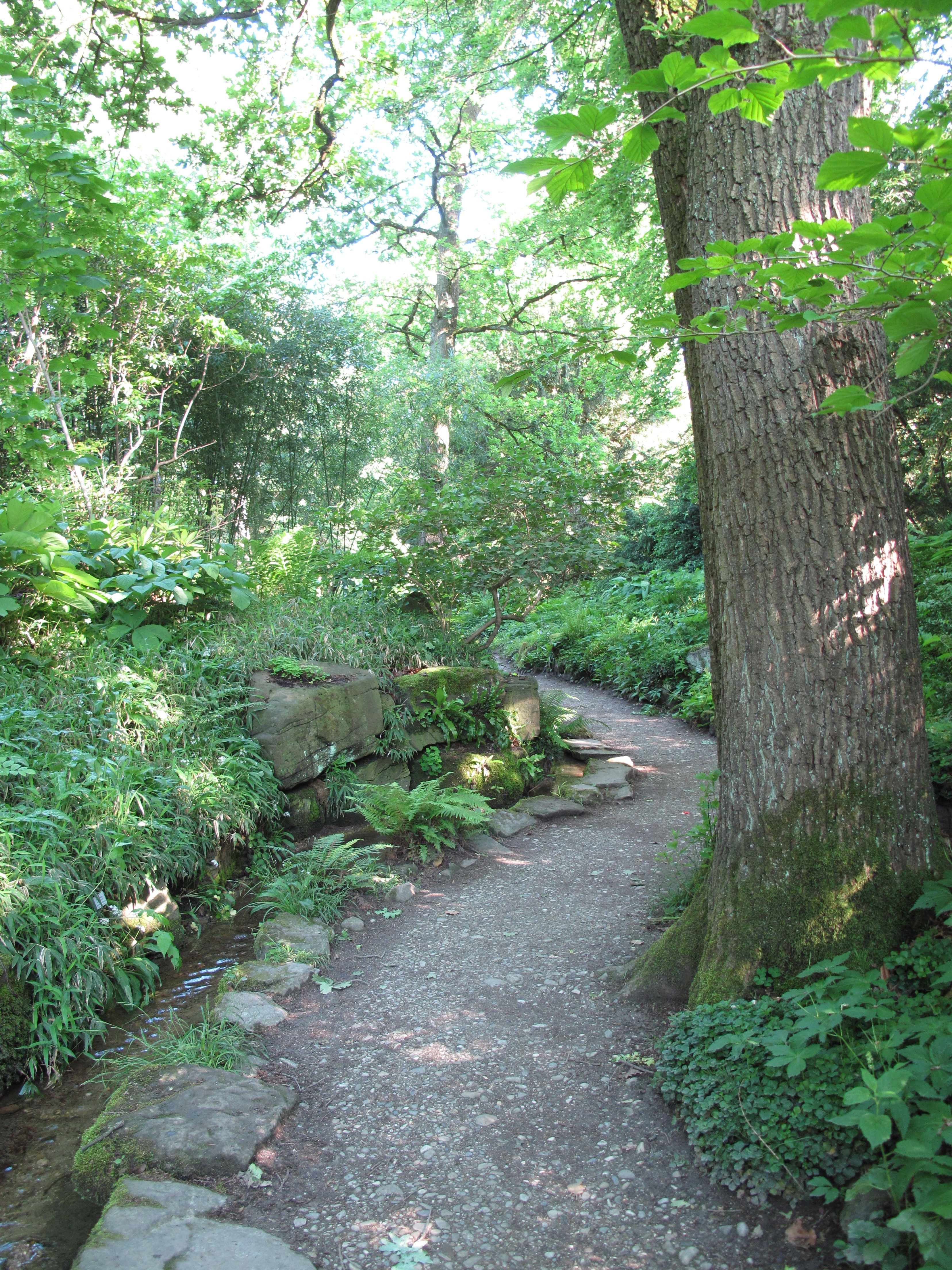
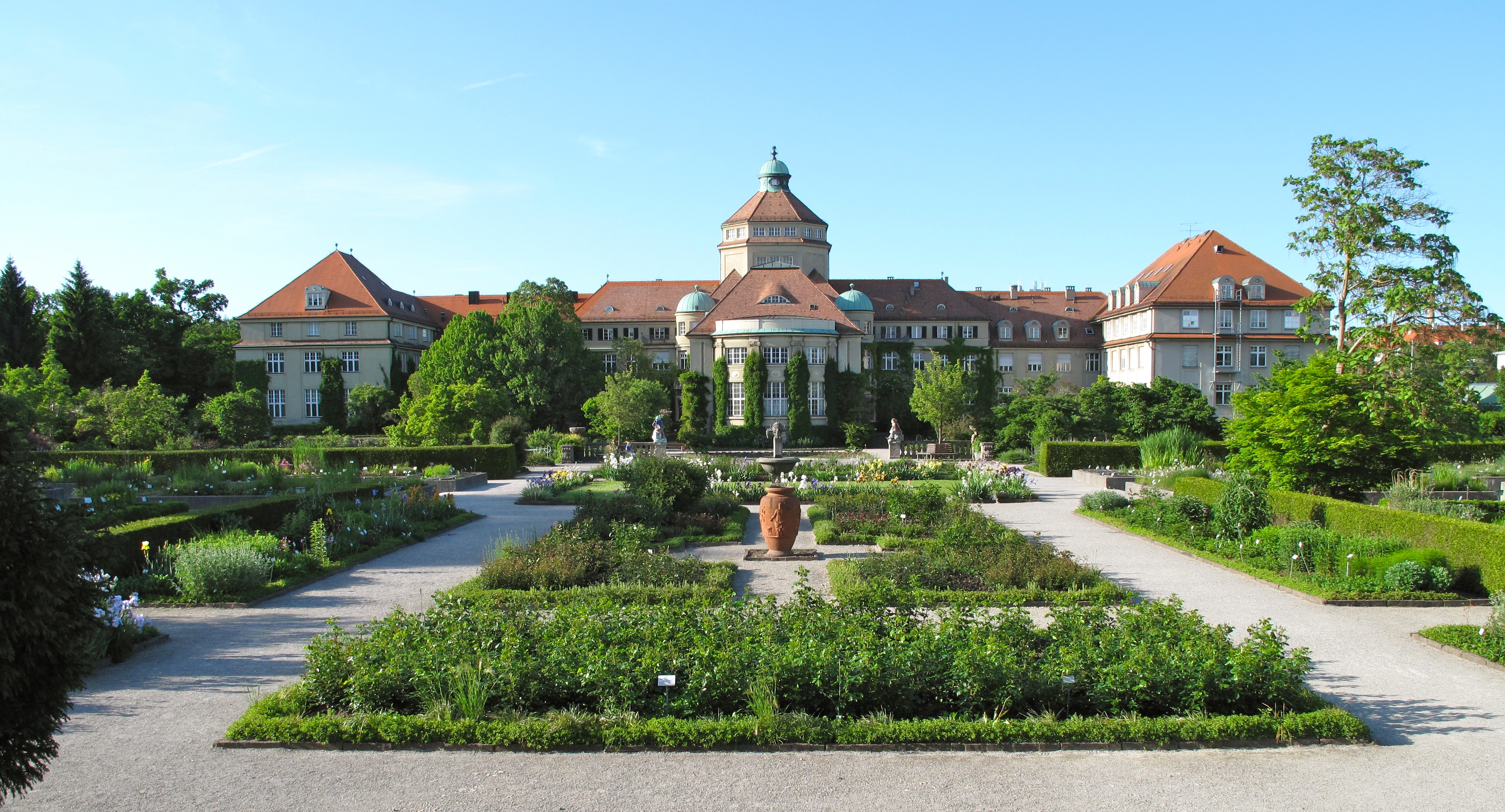
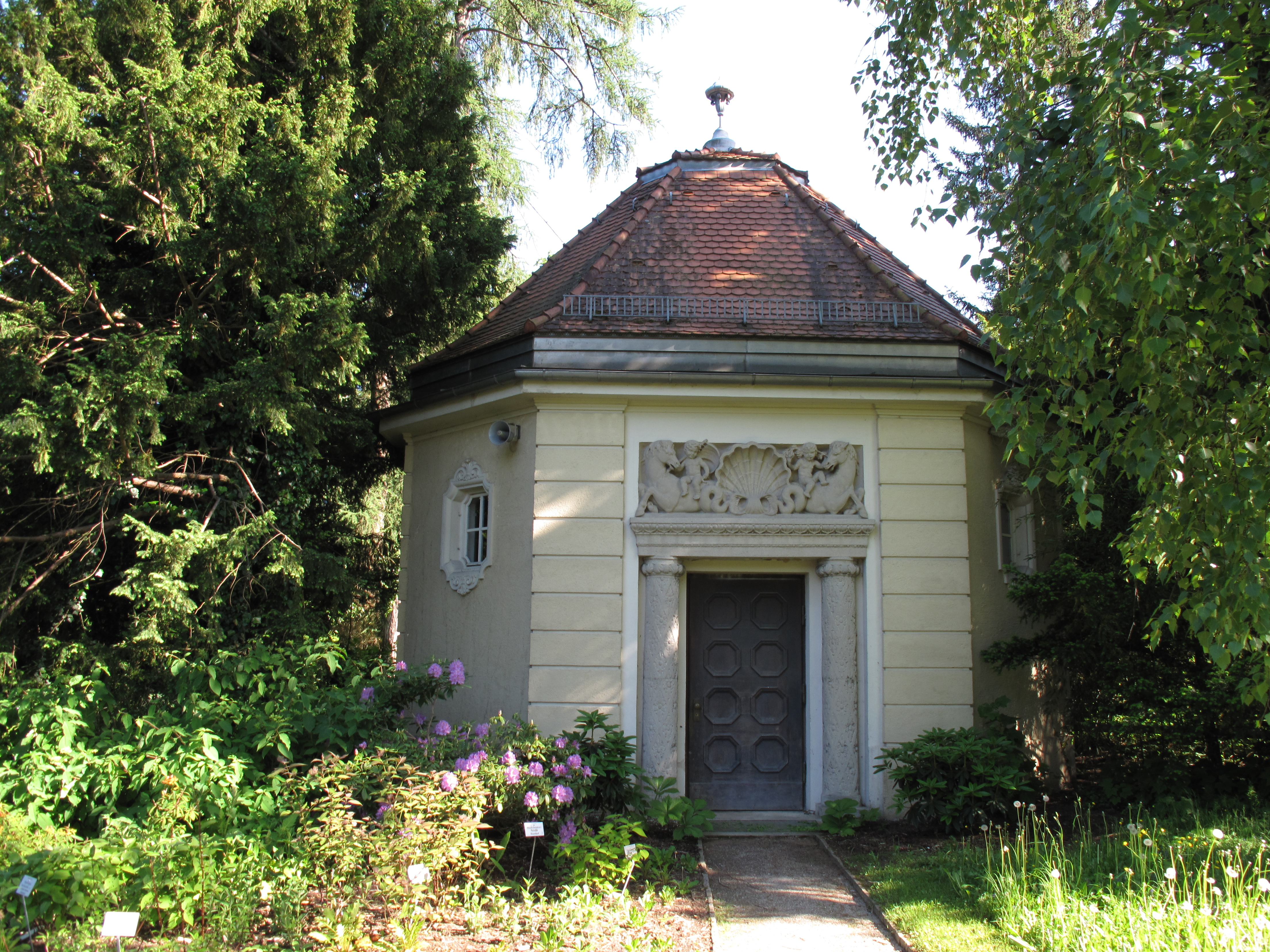
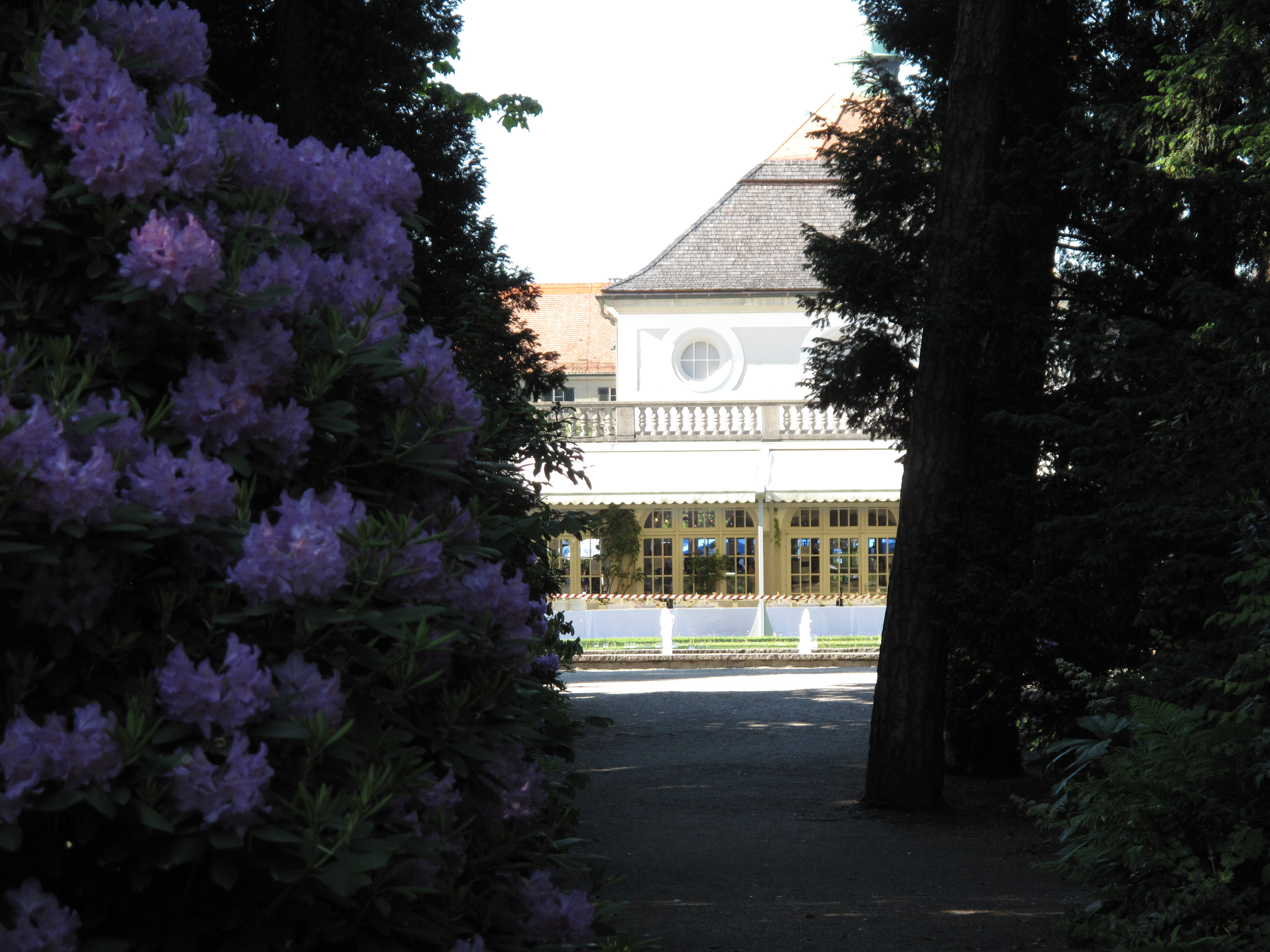
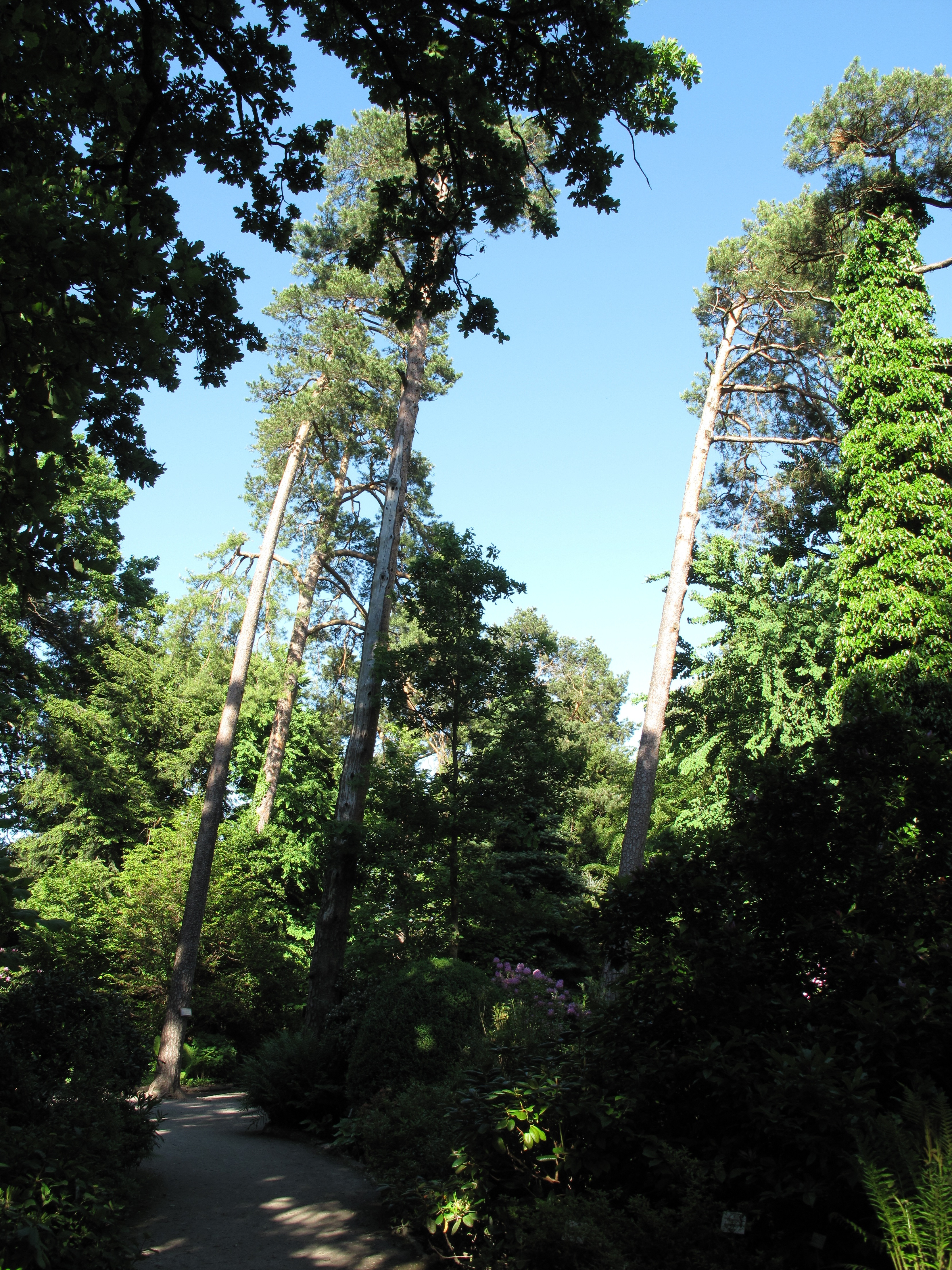